# Eliosismologia

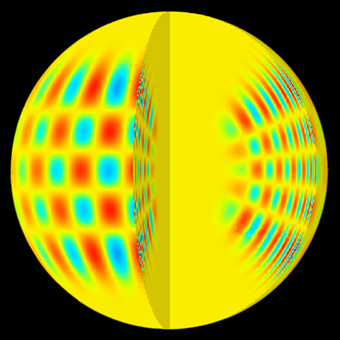
Immagine elaborata al computer che mostra l'andamento di un'onda p acustica solare sia sulla superficie che nell'interno della stella (l=20, m=16 e n=14). Da notare come l'aumento nella velocità del suono man mano che le onde si avvicinano al centro causi un corrispondente aumento nella lunghezza dell'onda sonora.

L'eliosismologia è lo studio della struttura e della dinamica interna del Sole effettuata in base alle sue oscillazioni. L'eliosismologia è concettualmente analoga alla geosismologia e all'astrosismologia, che si occupano rispettivamente delle oscillazioni della Terra e delle stelle.
Le oscillazioni solari furono osservate per la prima volta negli anni 1960, ma fu solo alla metà degli anni 1970 che si comprese che le oscillazioni si propagavano all'interno della struttura solare e potevano permettere agli scienziati di studiare l'interno del Sole.
Il progredire delle conoscenze permette ora di suddividere l'eliosismologia in "eliosismologia globale", che studia direttamente i modi risonanti del Sole, e "eliosismologia locale" che studia la propagazione delle onde di pressione in prossimità della superficie solare.

## Descrizione
Le oscillazioni all'interno del Sole sono causate principalmente dalla propagazione delle onde di pressione generate all'interno e che si propagano per convezione verso la superficie solare. Queste onde vengono misurate tramite lo spostamento Doppler del materiale solare visibile. I cambiamenti nella propagazione delle onde di pressione attraverso il Sole ne rivelano le strutture interne e permettono agli astrofisici di sviluppare profili estremamente dettagliati delle condizioni interne del Sole.
Le caratteristiche rivelate dai primi calcoli del profilo di rotazione interna del Sole hanno mostrato una separazione tra un nucleo che ruota in modo rigido e un involucro caratterizzato da una rotazione differenziale. Il confine tra i due strati viene chiamato tachocline, e si ritiene che sia una componente fondamentale della dinamo solare. Anche se coincide praticamente con la base della zona convettiva, ne è concettualmente distinta in quanto si tratta di uno strato di confine dove si instaura un flusso meridionale connesso con la zona convettiva e azionato dalla baroclinicità e la tensione di Maxwell.
La zona convettiva esterna e la zona radiante interna ruotano a velocità differenti, generando così il principale campo magnetico del Sole; la zona convettiva possiede dei getti di plasma a migliaia di chilometri sotto la superficie solare. Questi getti formano degli ampi fronti all'equatore, spezzandosi in più piccole tempeste cicloniche a latitudini superiori.

## Applicazioni
L'eliosismologia può essere impiegata anche per individuare le macchie solari sulla faccia del Sole non visibile dalla Terra. Nonostante il nome, l'eliosismologia è lo studio delle onde di pressione e non dell'attività sismica del Sole, che non esiste. Il nome deriva dalla pratica simile di studiare le onde sismiche terrestri per determinare la composizione dell'interno della Terra.
L'eliosismologia ha permesso anche misurazioni accurate del momento di quadrupolo (e di ordine superiore) del potenziale gravitazionale del Sole, che sono in accordo con i principi della Relatività generale

## Neutrini solari
Gli studi di eliosismologia hanno permesso di comprendere che la differenza nel flusso dei neutrini solari, rispetto al valore predetto dal Modello standard, non è una anomalia dei flussi stellari, ma è collegata ad una migliore comprensione della fisica delle particelle. Questo ha permesso di
risolvere il cosiddetto problema dei neutrini solari. La scoperta delle oscillazioni dei neutrini solari ha portato all'assegnazione del Premio Nobel per la fisica nel 2015.